# Formiana chilenaria
Formiana chilenaria är en fjärilsart som beskrevs av Blanchard 1852. Formiana chilenaria ingår i släktet Formiana och familjen mätare. Inga underarter finns listade i Catalogue of Life.